# Silkeborg (općina)
Silkeborg je općina u danskoj regiji Središnji Jutland.

## Zemljopis
Općina se nalazi u središnjem dijelu poluotoka Jutlanda, prositire se na 864,89 km2.

## Stanovništvo
Prema podacima o broju stanovnika iz 2010. godine općina je imala 88.481 stanovnika, dok je prosječna gustoća naseljenosti 102,3 stan/km2. Središte općine je grad Silkeborg.

### Veća naselja
| Veća naselja u općini |           |                    |
| Br.                   | Naselje   | Stanovnika (2010.) |
| 1.                    | Silkeborg | 42.396             |
| 2.                    | Kjellerup | 4.794              |
| 3.                    | Svejbæk   | 3.873              |
| 4.                    | Virklund  | 3.286              |
| 5.                    | Them      | 2.225              |
| 6.                    | Ans       | 1.728              |
| 7.                    | Bryrup    | 1.605              |
| 8.                    | Gjern     | 1.432              |
| 9.                    | Voel      | 1.347              |
| 10.                   | Fårvang   | 1.314              |

## Vanjske poveznice
- Službena stranica općine  Arhivirana inačica izvorne stranice od 5. veljače 2010. (Wayback Machine)